# Muar
Muar – miasto w Malezji, w stanie Johor. W 2000 roku liczyło 103 238 mieszkańców.
W mieście rozwinął się przemysł spożywczy, papierniczy, chemiczny oraz środków transportu.